# Lygophis elegantissimus
Espèce
Synonymes
- Rhadinaea elegantissima Koslowsky, 1896
- Liophis elegantissimus (Koslowsky, 1896)

Statut de conservation UICN

 LC  : Préoccupation mineure
Lygophis elegantissimus  est une espèce de serpents de la famille des Dipsadidae.

## Répartition
Cette espèce est endémique de la province de Buenos Aires en Argentine,.

## Publication originale
- Koslowsky, 1896 : Reptiles y batracios de la Sierra de la Ventana (Provincia de Buenos Aires). Revista del Museo de La Plata, vol. 7, p. 151-156 (texte intégral).